# Stanisław Bałazy
Stanisław Bałazy (ur. 8 stycznia 1937 w Tarnówce) – polski biolog, profesor doktor habilitowany nauk leśnych.

## Życiorys
Urodził się 8 stycznia 1937 w Tarnówce (obecnie Ukraina). Jest absolwentem Wyższej Szkoły Rolniczej w Poznaniu w 1959 roku. Doktoryzował się w 1965 w Wyższej Szkole Rolniczej w Poznaniu, habilitacja w 1972, tytuł profesora w 1990. Od 1980 profesor Zakładu Biologii Rolnej i Leśnej PAN w Poznaniu (od 2009 Instytut Środowiska Rolniczego i Leśnego PAN). Profesor w swojej pracy badawczej zajmował się: ochroną lasu, entomologią leśną, grzybowymi chorobami stawonogów, ekologicznymi funkcjami zadrzewień w krajobrazie rolniczym, grzybami entomopatogenicznymi w lądowych ekosystemach Polski, Rumunii, Niemiec i Francji (taksonomia i filogeneza Entomophthoromycotina i Clavicipitales). Opisał jeden rodzaj i ponad trzydzieści gatunków grzybów entomopatogennych. Jest honorowym członkiem Polskiego Towarzystwa Mykologicznego.

## Życie prywatne
6 kwietnia 1963 Stanisław Bałazy poślubił Jadwigę Żłobińską, z którą ma trójkę dzieci. Interesuje się starożytnymi akcentami greckimi w poezji polskiego romantyzmu.

## Odznaczenia i wyróżnienia
- Złoty Krzyż Zasługi – 1987[3]
- Srebrny Krzyż Zasługi – 1975[3]
- Krzyż Oficerski Orderu Odrodzenia Polski – 2004[3]
- Krzyż Kawalerski Orderu Odrodzenia Polski – 1992[3]
- Medal 40-lecia Studiów Rolniczych i Leśnych w Poznaniu – 1960[3]

## Wybrane publikacje
- BAŁAZY S. 1960. O ochronie naturalnych wrogów korników. Las Polski 15/16: 7-8.
- BAŁAZY S., MICHALSKI J. 1960: Materiały do znajomości chrząszczy (Coleoptera) występujących w żerowiskach korników (Scolytidae). Pol. Pismo Ent. 30 (1): 133-144.
- BAŁAZY S. 1968. Analysis of bark beetle mortality in spruce forests in Poland. Ekol. Pol. Ser. A, 16(33): 657-687.
- BAŁAZY S. 1993. Flora of Poland, Fungi (Mycota), Vol. 24, Entomophthorales. W. Szafer Institute of Botany, Polish Academy of Sciences. Kraków, 365 ss.